# Именштет (Северна Фризија)
Именштет (њем. Immenstedt) град је у њемачкој савезној држави Шлезвиг-Холштајн. Једно је од 132 општинска средишта округа Нордфризланд. Према процјени из 2010. у граду је живјело 663 становника. Посједује регионалну шифру (AGS) 1054057.

## Географски и демографски подаци
Именштет се налази у савезној држави Шлезвиг-Холштајн у округу Нордфризланд. Град се налази на надморској висини од 19 метара. Површина општине износи 14,6 km². У самом граду је, према процјени из 2010. године, живјело 663 становника. Просјечна густина становништва износи 45 становника/km².